# Iphigenia (filme)
Iphigenia (Brasil: Ifigênia ) é um filme grego de 1977 dirigido por Michael Cacoyannis, baseado no mito grego de Ifigênia, a filha de Agamemnon e Clitemnestra, que foi encomendada pela deusa Artemis para ser sacrificada. Cacoyannis adaptou o filme, o terceiro de sua trilogia "tragédia grega" (após o lançamento de Elektra em 1962 e The Trojan Women em 1971), de sua produção de palco da peça de Eurípedes, Ifigênia em Áulis. As estrelas de cinema Tatiana Papamoschou como Ifigênia, Kostas Kazakos como Agamenon e a atriz Irene Papas como Clitemnestra. A trilha sonora foi composta por Mikis Theodorakis.
Concorreu ao Oscar de 1978 como Filme Estrangeiro, mas saiu derrotado.

## Elenco
- Irene Pappás como Clitemnestra
- Kostas Kazakos como Agamemnon
- Costa Carras como Menelau
- Tatiana Papamoschou como Ifigénia
- Christos Tsangas como Ulisses
- Panos Michalopoulos como Aquiles
- Angelos Yannoulis como servo
- Dimitri Aronis como Calcas
- Georges Vourvahakis como Orestes
- Irene Koumarianou como a enfermeira
- Georges Economou como o mensageiro